# Нова вас при Марковцих
Нова вас при Марковцих (словен. Nova vas pri Markovcih) је насељено место у општини Марковци, Подравска регија, Словенија.

## Историја
До територијалне реорганизације у Словенији била је у саставу старе општине Птуј.

## Становништво
У попису становништва из 2011. године, Нова вас при Марковцих је имала 410 становника.
| Број становника према пописима | Број становника према пописима | Број становника према пописима |
| ------------------------------ | ------------------------------ | ------------------------------ |
| 1991                           | 2002                           | 2011                           |
| 462                            | 392                            | 410                            |